# 藤田公彦
藤田 公彦（ふじた まさひこ、1946年〈昭和21年〉 - ）は、日本の元刑務官。兵庫県明石市在住。

## 来歴
1946年（昭和21年）、広島県生まれ。北九州大学（現：北九州市立大学）中退。大手広告会社を経て、1973年（昭和48年）法務省矯正局に採用され、大阪拘置所看守を拝命する。大阪拘置所看守の時に死刑執行を経験する。その後、大阪拘置所調査官、神戸刑務所教育部長などを歴任し、静岡刑務所分類審議室長を最後に2007年（平成19年）3月、定年により退官。

## 著書
- 大阪拘置所「粛正」刑務官 獄中で最も怖れられた男の回想録 (2007年)
- 元死刑執行官だけが知る監獄の叫び (2008年)

| スタブアイコン | サブスタブ | この項目は、まだ閲覧者の調べものの参照としては役立たない、人物に関連した書きかけの項目です。この項目を加筆・訂正などしてくださる協力者を求めています（P:人物伝/PJ:人物伝）。 |